# クエト
クエト（スペイン語: Cueto）はスペイン・カンタブリア州の州都サンタンデール市内の行政区域で、サンタンデール市の中心部から3.6 km北に位置する。2017年の人口調査によれば、クエトの人口は9,614人。

## 著名な人物
- ペドロ・マティアス・アバド・デ・イゲーラ（スペイン語: Pedro Matías Abad de Higuera、17世紀初頭-1650）、フランシスコ会修道士。南米で布教活動中に原住民インディオに殺され殉職。
- フアン・デ・サンタンドレス、もしくは、フアン・デ・サンタンデール（スペイン語: Juan de Santandrés o de Santander、16世紀）、フェルディナンド・マゼランの世界周航に見習い水夫として参加し、ビクトリア号でスペインに生還した18名のうちの一人。
- アマドル・トカ・ルマヨル（スペイン語: Amador Toca Rumayor）、1920年から1936年までクエト村長[2]。